# Power Macintosh 8100
Power Macintosh 8100は、Appleによって設計、製造され、1994年3月から1995年8月まで販売されていたパーソナルコンピュータである。ここではPower Macintosh 8115、Workgroup Server 8150についても述べる。

## 位置づけ
Power Macintoshファミリの第1世代のハイエンドモデルとして発表された。従来のMacintosh Quadra 840AV向けには、ロジックボード交換によるアップグレードサービスがAppleから有償提供された。

## ハードウェア
CPUのアーキテクチャ移行と、それに付随するプロセッサダイレクトスロットが大きな変更点である。それ以外はQuadra用拡張ボードや周辺機器との互換性が重視された仕様となっている。

### CPU
PowerPC 601の80MHzを採用した後、1994年11月には601+(601v)の110MHz版（AVモデル無し）も追加リリースされた。1995年1月には旧601モデルに代わって、601+の100MHzモデルへと移行した。

### 601Processor Direct Slot
8100AV仕様にはアナログビデオ入力/出力カードが、非AV仕様にはビデオグラフィック出力ボードが搭載されている。

### NuBusスロット
Quadraに引き続き3基装備されている。

### RAM
Quadraに引き続き72pin SIMMに対応するが、2枚セットでの増設が必須となった。

### ビデオ端子
高密度ディスプレイポート
HDI-45 connectorによる、Apple AudioVision専用ポート。別売りのPower Macintoshディスプレイアダプタを使うことで、一般的なディスプレイを接続できる。

### 筐体
基本的にはQuadra 840AV や 800 と同様である。ただし内蔵するCD-ROMドライブがトレイローディング式となったことで、そのベゼルが容易な識別点となっている。
Power Macintosh 6100・7100・8100シリーズの起動音は、スタンリー・ジョーダンによるものである。

## ソフトウェア
同世代におけるPower Macintoshファミリ同様、Mac 68Kエミュレータにより旧ソフトウェアとの互換性を確保している。一方でPowerPCネイティブへの最適化がOSそのものも含め停滞したため、本来の能力を活かせない時期が続いた。

## モデル
1994年3月14日発表：

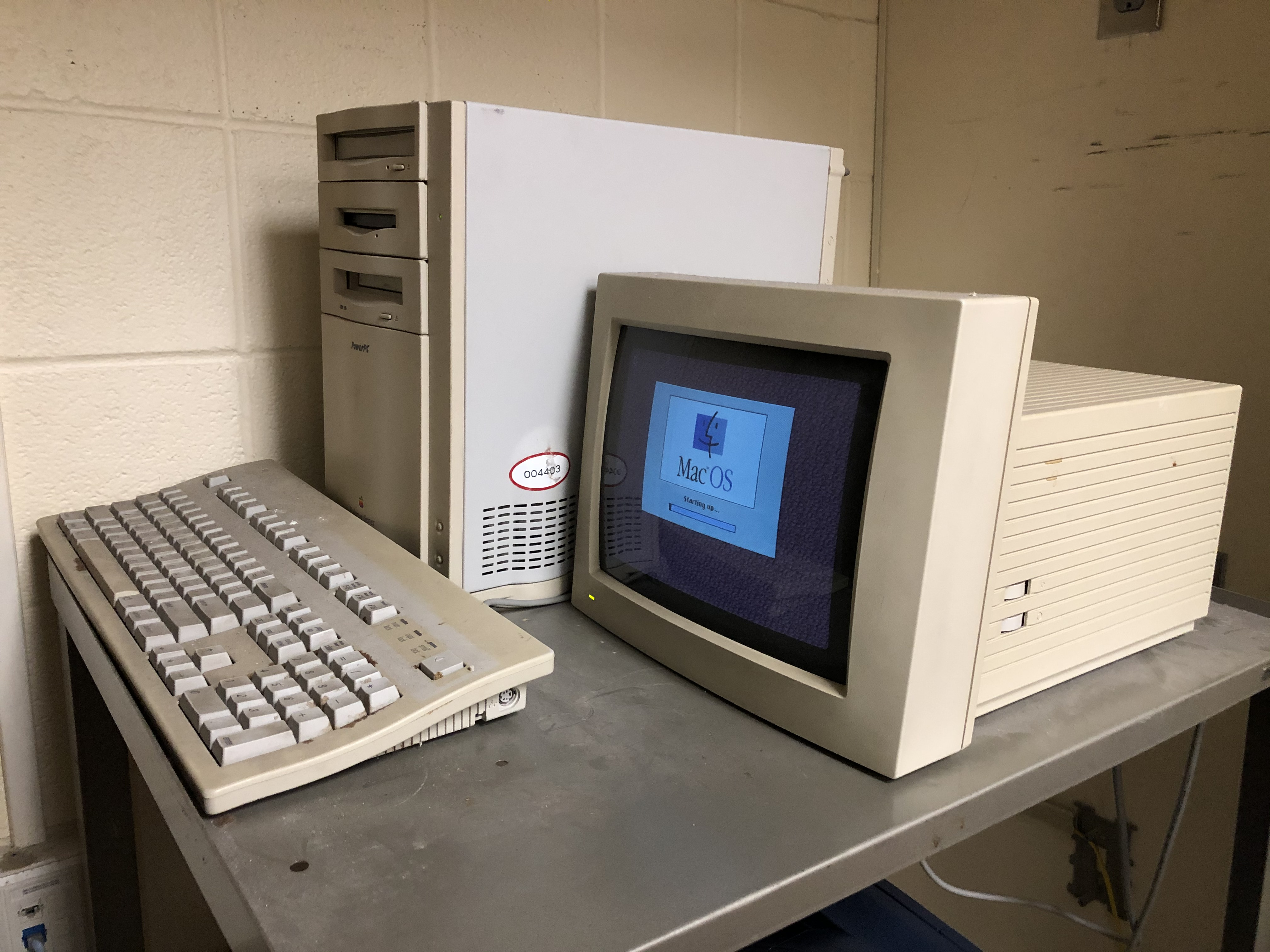
2020年に稼働するアップグレードされたWorkgroup Server 8150

- Power Macintosh 8100/80 [3]
- Power Macintosh 8100/80AV [4]

1994年4月25日発表：
- Workgroup Server 8150 [5]

1994年11月3日発表：
- Power Macintosh 8100/110 [6]

1995年1月3日発表：
- Power Macintosh 8100/100 [1][7]
- Power Macintosh 8100/100AV [1][7]

1995年2月23日発表：
- Power Macintosh 8115/110 ：米国では未販売[8]

1995年4月3日発表：
- Workgroup Server 8150/110[9]